# Ḫana
Ḫana war ein Stadtstaat am mittleren Euphrat im heutigen Syrien.

## Herrscher
Es liegt keine Königsliste vor, die Namen der mindestens 19 Herrscher sind vor allem durch Wirtschaftstexte aus Terqa und dem Kunsthandel überliefert. Die kalifornische Historikerin Amanda H. Podany legte vor kurzem einen Gliederungsversuch vor, der sich vor allem auf paläographische Eigenheiten der Texte stützt. Sie gliedert die Geschichte von Hana in eine frühe, mittlere und späte Phase – letztere endet mit der Eroberung durch Tukultī-Ninurta I. von Assyrien – und schlägt folgende Abfolge der Herrscher vor:
| Herrscher von Hana                    |                                            | Synchronismen, mittlere Chronologie | ungefähre Datierung |
| ------------------------------------- | ------------------------------------------ | ----------------------------------- | ------------------- |
| Zimri-Lim von Mari                    | Hammurapi I. (Babylon)                     | 1792–1750                           | 1773–1759           |
| Frühe Periode, Könige von Terqa       |                                            |                                     | ca. 1750–1595       |
| Jāpah-Šūmu[abu]                       | Zeitgenosse von Šamšu-iluna von Babylon    |                                     |                     |
| Iṣi-Šūmuabu                           | Šamšu-iluna von Babylon                    |                                     |                     |
| Jadih-Abu I.                          | von Šamšu-iluna in dessen 28. Jahr besiegt | 1749–1712                           | 1721                |
| Kaštiliaš                             | Abi-ēšuḫ                                   | 1711–1684                           |                     |
| Šunuhru-Ammu                          | Ammī-ditāna                                | 1683–1648                           |                     |
| Ammi-madar                            | Ammi-ṣaduqa                                | 1647–1626                           |                     |
| Babylonische Herrschaft               |                                            |                                     |                     |
| Ammi-ṣaduqa                           | –                                          | 1647–1626                           |                     |
| Šamšu-ditana                          | –                                          | 1625–1595                           |                     |
| Dunkles Zeitalter                     |                                            |                                     |                     |
| Jadi-Abu                              | –                                          |                                     |                     |
| Zimri-Lim von Ḫana, Sohn des Jadi-Abu | –                                          |                                     |                     |
| Kasapan/Kasap-ilī                     | –                                          |                                     |                     |
| Kuari                                 | –                                          |                                     |                     |
| Ja'usa und Hanaja                     | –                                          |                                     |                     |
| Mittlere Periode                      |                                            |                                     | 1595–1400           |
| Iddin-Kakka                           | –                                          |                                     |                     |
| Išar-Lim                              | –                                          |                                     |                     |
| Isih-Dagan                            | –                                          |                                     |                     |
| Mitanni-Herrschaft                    | –                                          |                                     |                     |
| Qis-Addu                              | Statthalter von Sauštatar und Baratarna    | 1470–1410                           |                     |
| Azilia?                               | –                                          |                                     |                     |
| Hammurapi I. von Ḫana                 | –                                          |                                     |                     |
| Späte Periode                         |                                            |                                     | 1400–1200           |
| Ammurapi II. von Ḫana                 | –                                          |                                     |                     |
| Assyrische Eroberung                  | Tukulti-Ninurta I.                         | 1244–1208                           |                     |
| Ili-iqisha                            | –                                          |                                     | 11. Jahrhundert     |
| Tukulti-Mer                           | Zeitgenosse von Aššur-bel-kala             |                                     | 11. Jahrhundert     |

Für die Regierung von Jadi-Abu, Zimri-Lim von Hana, Kasapan, Kuari sowie Ja'usa und Hanaja gibt es überhaupt keine Datierung. Rouault will sie vor, Podany nach der babylonischen Herrschaft ansetzen.

## Funde
Ḫana gilt auch als Herkunftsort der Ḫana-Texte, privater Urkunden, die sich durch besondere sprachliche Wendung auszeichnen. So wird Grundbesitz oft als ša lā baqrim u lā andurārim, „unbestreitbares Eigentum ohne Belastungen“ bezeichnet. Die Hana-Texte tauchten seit 1900 im Kunsthandel auf und wurden vom Vorderasiatischen Museum Berlin (Text 9), dem Louvre (Text 1 und 2) und der Bayerischen Staatsbibliothek (Text 3) erworben. Als Herkunftsort wurde manchmal Rahaba angegeben, wahrscheinlicher ist eine Herkunft aus Terqa.
Französische Soldaten in Deir ez-Zor erwarben 1923 weitere Tontafeln mit der Fundortangabe Tell Aschara. Fünftägige Nachgrabungen durch François Thureau-Dangin und Edouard Dhorme am angeblichen Fundort blieben jedoch ergebnislos.
Weitere Texte wurden während der Ausgrabungen Giorgio Buccellatis in Terqa 1977–1980 in einem Haus in Areal C gefunden und von O. Rouault 1984 vorgelegt.
Die Tontafeln stammen aus den Archiven folgender Personen bzw. ihrer Familien:
- Gimil-Ninkarrak, Sohn des Arši-ahum, Ober-Barbier und Diener des Königs Kaštiliašu und, nach seinem Siegel, „Sklave des Gottes Ilaba“. Er lebte bis in die Regierungszeit des Königs Sunuhru-Ammu.
- Jasmah-Dagan, ein Grundbesitzer
- Pagirum, Sohn des Bakilum, Sohn des Sîn-nādin-šumi, ein Schreiber unter König Kaštiliašu
- Puzurum, Sohn des Namašum, ein Landeigentümer. Er lebte unter König Jadih-Abu.

## Geschichte
Zimri-Lim nennt sich König von Mari und des Landes von Ḫana. Nach einer Periode der Unabhängigkeit und mitannischer Herrschaft wurde Ḫana von Tukulti-Ninurta I. erobert, der sich „Eroberer der Länder von Mari, Ḫana, Rapiqu und den Bergen der Ahlamu“ nennt.